# Näbbgäddefiskar
Näbbgäddefiskar (Belonidae) är en familj taggfeniga fiskar som omfattar 10 släkten och 34 arter (samt några underarter). De är extremt långsmala fiskar med spetsiga huvuden. De är rovfiskar som vanligen återfinns i grunt havsvatten eller nära ytan ute på öppna havet. Det finns arter som lever i saltvatten, bräckt vatten och i sötvatten. Några släkten, som Belonion, Potamorrhaphis och Xenentodon finns enbart i strömmande sötvatten.

## Utseende
Näbbgäddefiskarna har ett utseende som i hög grad påminner om de nordamerikanska sötvattenfiskarna i familjen Lepisosteidae; långsmala med långa smala käkar, fyllda med vassa tänder. Familjerna är dock inte särskilt nära besläktade; näbbgäddefiskarna tillhör ordningen näbbgäddartade fiskar tillsammans med till exempel flygfiskar (Exocoetidae), makrillgäddfiskar (Scomberesocidae) och halvnäbbfiskar (Hemiramphidae). De lever nära ytan och har en färgsättning som är avsedd att göra dem så osynliga som möjligt i denna miljö; de är gröna eller blå på ryggen och silvrigt vita på buken.

## Fylogeni
Näbbgäddefiskar ingår i ordningen näbbgäddartade fiskar och är därmed nära släkt med flygfiskar, halvnäbbfiskar och makrillgäddfiskar.  Den inbördes relationen mellan dessa fiskfamiljer är dock omstridd. 
Unga, juvenila, näbbgäddefiskar går igenom en utvecklingsfas där underkäken är längre än överkäken, något som ibland kallas "halvnäbbstadiet" och utifrån detta har en hypotes angående halvnäbbarna formulerats, där det postuleras att dessa är pedomorfosa näbbgäddefiskar, det vill säga att halvnäbbarna som adulta, vuxna individer bevarar ett särdrag som hos deras förfäder enbart fanns hos juvenila individer. En mothypotes är då att över- och underkäkens olika längder hos halvnäbbarna är det grundläggande förhållandet och att det är övriga näbbgäddefiskar som utvecklats bort från detta.

## Ekologi
Alla näbbgäddefiskar livnär sig huvudsakligen på mindre fiskar som de fångar genom att svepa med huvudet från sida till sida. Några arter kompletterar denna diet med plankton, simmande kräftdjur och små bläckfiskar. Även de sötvattenlevande arterna är rovfiskar, och åtminstone några asiatiska arter lever uteslutande på kräftdjur.
Näbbgäddefiskar är vanligast i tropiskt klimat, men förekommer även i tempererat klimat, i synnerhet under sommarmånaderna. Näbbgäddan är en vanlig nordatlantisk art som ofta simmar i stim bredvid makrill och som typiskt blir cirka 60 centimeter lång.

## I akvariet
Några arter av näbbgäddefiskar lever i bräckt och sötvatten, och en av sötvattenarterna - Xenentodon cancila från Sydöstasien - hålls ibland som en akvariefisk. Det är en relativt liten art, vanligen inte mer än 30–40 centimeter lång. Den anses dock vara ganska svår att hålla och rekommenderas enbart för relativt avancerade akvarister.

## Arter
| - Ablennes hians - Belone belone - Belone svetovidovi - Belonion apodion - Belonion dibranchodon - Petalichthys capensis - Platybelone argalus annobonensis - Platybelone argalus argalus - Platybelone argalus lovii - Platybelone argalus platura - Platybelone argalus platyura - Platybelone argalus pterura - Platybelone argalus trachura - Potamorrhaphis eigenmanni - Potamorrhaphis guianensis | - Potamorrhaphis petersi - Pseudotylosurus angusticeps - Pseudotylosurus microps - Strongylura anastomella - Strongylura exilis - Strongylura fluviatilis - Strongylura hubbsi - Strongylura incisa - Strongylura krefftii - Strongylura leiura - Strongylura marina - Strongylura notata forsythia - Strongylura notata notata - Strongylura scapularis - Strongylura senegalensis | - Strongylura strongylura - Strongylura timucu - Strongylura urvillii - Tylosurus acus acus - Tylosurus acus imperialis - Tylosurus acus melanotus - Tylosurus acus rafale - Tylosurus choram - Tylosurus crocodilus crocodilus - Tylosurus crocodilus fodiator - Tylosurus gavialoides - Tylosurus pacificus - Tylosurus punctulatus - Xenentodon cancila - Xenentodon canciloides |